# The Price of Possession
The Price of Possession è un film muto del 1921 diretto da Hugh Ford. Sceneggiato da Eve Unsell su un soggetto di Winifred Boggs, in origine era stato pensato per una produzione britannica. Prodotto dalla Famous Players-Lasky Corporation, il film aveva come interpreti Ethel Clayton, Rockliffe Fellowes, Maude Turner Gordon, Reginald Denny.

## Trama
Dopo la misteriosa morte di Jim Barston in Australia, la moglie Helen rivendica la proprietà di Gerald Mortimer Barston in Inghilterra, affermando che il marito era il figlio perduto di Barston e suo legittimo erede. In realtà, il vero erede è suo cugino, che si chiama Jim come il defunto ma Helen, nonostante non abbia alcuna prova legale, convince i fiduciari ad accettare la propria richiesta e si installa come padrona nel maniero avito. Quando Jim Barston appare, dimostrando la sua identità, lei dapprima lo tratta da impostore, ma poi cede, abbandonando la tenuta. Lui la convince a restare e a sposarlo.

## Produzione
Il film, prodotto dalla Famous Players-Lasky Corporation, venne girato negli studi della compagnia di Long Island.

## Distribuzione
Il copyright del film, richiesto dalla Famous Players-Lasky British Producers, fu registrato il 27 febbraio 1921 con il numero LP16200.

Distribuito dalla Famous Players-Lasky Corporation e dalla Paramount Pictures, presentato da Jesse L. Lasky, il film uscì nelle sale statunitensi il 27 febbraio 1921.
Non si conoscono copie ancora esistenti della pellicola che viene considerata presumibilmente perduta.